# Bonus Track (film)
Bonus Track è un film del 2023 diretto da Julia Jackman, al suo esordio alla regia di un lungometraggio.

## Trama
West Yorkshire, 2006. George è un sedicenne timido e solitario, con i genitori in crisi e gli esami scolastici imminenti. La sua unica passione è la musica e la sua vita cambia quando a scuola arriva Max, il figlio di una superstar del pop recentemente divorziata.

## Produzione
Le riprese principali si sono svolte a York nell'estate 2022.

## Promozione
Il primo trailer del film è stato diffuso il 14 maggio 2024.

## Distribuzione
Il film è stato presentato in anteprima mondiale il 5 ottobre 2023 al BFI London Film Festival. Successivamente è stato distribuito nel Regno Unito da Sky Cinema il 1º giugno 2024.